# 1429년

## 연호
- 명(明) 선덕(宣德) 4년
- 일본(日本) 쇼초(正長) 2년 / 에이쿄(永享) 원년
- 후 레 왕조(後黎朝) 투언티엔(順天) 2년

## 기년
- 명(明) 선종 선덕제(宣宗 宣德帝) 4년
- 조선(朝鮮) 세종(世宗) 11년
- 후 레 왕조(後黎朝) 태조(太祖) 2년

## 사건
- 5월 9일 - 잔다르크가 오를레앙을 공격하던 잉글랜드군을 물리치다.
- 5월 16일 - 농사직설 펴냄.